# あいら交通
あいら交通（あいらこうつう）は、鹿児島県姶良市に本社を置く貸切バス、タクシー・ハイヤー等を運営する事業者である。

## 事業内容
観光バスやタクシーのほかに、葬祭業などの運営も行っている。
- 貸切バス - 姶良市の観光振興事業である市内周遊観光バス「あいらびゅー号」の委託業務を行ってる。
- タクシー、ハイヤー
- 霊柩搬送
- 市民斎場、ペット斎場・霊園